# Zeche Diepenbrock
Zeche Diepenbrock ist der Name eines ehemaligen Bergwerkes im Ortsteil Selbeck des Stadtteils Saarn von Mülheim im Ruhrgebiet.

## Geschichte
Bereits 1844 wurden in der Nähe von Selbeck Erzvorkommen (Raseneisenstein und Zink) entdeckt und abgebaut. 1882 begann dann die industrielle Ausbeutung des Erzes (Zink-, Blei-, Kupfer- und Schwefelerze) durch die Gewerkschaft Selbecker Erzbergwerke in der damaligen Landgemeinde Breitscheid-Selbeck (Landkreis Düsseldorf). Die Grube Neu-Diepenbrock, benannt nach dem aus Lintorf stammenden Revierförster Engelbert Diepenbrocken, förderte bis zum Jahre 1907.
Die benötigten Arbeitskräfte, im Jahr 1892 bereits 570 Arbeiter, kamen aus Italien und zum größten Teil aus der Eifel. Selbeck trug in dieser Zeit den Spitznamen Neu-Prüm.
Die ersten Bergleute fanden als Kost- und/oder Schlafgänger Unterkunft bei den Selbecker Bauern. Durch die Zeche hatte Selbeck Anteil am wirtschaftlichen Aufschwung. Für unverheiratete Bergleute entstand an der Kölner Straße unweit des Zechengeländes eine Wohn- und Speiseanstalt.
Auf dem Gelände der ehemaligen Zeche befindet sich heute das Theodor-Fliedner-Werk, eine Wohneinrichtung der Diakonie mit 600 Plätzen.

## Natur- und Artenschutz
Im Bereich der ehemaligen Schlammteiche und dem Relikt der Bergehalde befindet sich heute eine aus biogeographischer und naturschutzfachlicher Sicht hochschutzwürdige schwermetalltolerante Flora, mit zum Teil landesweit (NRW) sowie bundesweit bemerkenswerten Moos- und Flechtenarten.